# Kutyavár
A Kutyavár vagy vadászkastély, Érd legrégebbi, 15. századi gótikus építménye. A legenda szerint Hunyadi Mátyás építtette vadászkutyái és pecérei számára. Ma már csak romjai láthatóak.
Nem tudni, valóban Mátyás király építtette-e, vagy az Elbenyi testvérek. 1318-ban még biztosan nem állt a vár, ekkor ugyanis Károly Róbert egy adománylevele említi Érdet, a várat azonban nem. Luxemburgi Zsigmond idejében azonban említik a diósdi várat, amely itt állt, és 1417-ben is említenek egy Diósdnál lévő erődöt, a Szent Bertalan-templommal.
A mohácsi csata után Érd, Diósd és környéke török hódoltság alá került, Hamzsa bég ekkor palánkvárat építtetett a Duna-parton, nem messze ettől a vártól. A hagyomány úgy tartja, alagút kötötte össze a két várat.
1684-ben Lotaringiai Károly herceg rövid ostrom után elfoglalta és leromboltatta a várat. Köveit építkezésekhez hordták szét, a 19. században pedig birtokosa erdészházat építtetett a megmaradt kövekből.

## Külső hivatkozások
- Érd center
- Képek és rövid történet A történelmi Magyarország várai honlapján
- Fényképek a területről
- Kutyavár a Vendégvárón